# Липосарком
Липосарком (ЛС) је малигни тумор који се развија у масним ћелијама дубоког меког ткива, као што су унутрашњост бедара или у ретроперитонеуму. Липосарком  се назива и сарком  меког ткива јер се јавља у везивном ткиву тела. Постоји много и много врста саркома меког ткива.
То је ретка врста рака која има сличност са масним ћелијама када се прегледа под микроскопом. Обично је то велики, гломазни тумор и често има више мањих сателита који се протежу изван главних граница тумора. Липосаркоми су, као и сви саркоми, врло ретки.

## Епидемиологија
Липосаркоми се обично манифестују у петој до седмој деценији живота. Међутим, објављени су извештаји о случајевима који описују липосаркоме у дечјој популацији.

## Етиологија
Липосарком се дешава када одређени гени мутирају или се мењају, узрокујући да се масне ћелије неконтролисано размножавају и формирају туморе. Медицински истраживачи су идентификовали најмање 20 различитих генетских мутација које узрокују липосарком. Иако се не знају сви разлози зашто ови гени мутирају, истраживачи су идентификовали неке факторе ризика који утичу на учесталост развоја липосаркома:
- Радиотерапија за рак.

- Изложеност хемикалијама на радном месту (као што је нпр.изложеност винил хлориду).

- Одређена наследна стања.

## Патогенеза и патохистологија
Од свих подтипова, најбоље је окарактерисана миксоидна варијанта, код које су Крозат и сарадници идентификовали карактеристичну уравнотежену хромозомску транслокацију стварањем ТЛС-ЦХОП фузиони протеин. Тачна функција и улога овог фузионог протеина у  туморигенези остаје за сада нејасна.
Липосаркоми често расту веома велики и могу да испоље различите хистолошке варијанте, укључујући добро диференциране, миксоидне, округле ћелије и плеоморфне. Добро диференцирани подтип садржи липоците и изгледа хистолошки сличан липомима. Други подтипови садрже ћелије (липобласте) које имају примитивнију диференцијацију, налик феталним масним ћелијама са карактеристичним вакуолама које садрже липиде које се наслањају на језгро. 
Најчешћа варијанта је миксоидни подтип, који се хистолошки карактерише присуством звездастих мезенхимских ћелија са малом количином липобласта. 

## Клиничка слика
Липосаркоми се клинички манифестују на проксималним горњим и доњим деловима екстремитетима или унутар ретроперитонеума.
Симптоми липосаркома зависе од дела тела где се рак формира.
Липосарком у рукама и ногама може изазвати:
- растућа накупина ткива испод коже,

- бол у руци,

- оток руке,

- слабост погођеног уда.

Липосарком у трбуху, може изазвати:
- бол у трбуху,

- отицање трбуха,

- осећај ситости, која се јавља знатно брже током јела,

- затвор,

- крв у столици.

## Дијагноза
Дијагностика липосаркома започиње анамнезом и физичким прегледом, а завршава се следећим клиничким тестовима који се могу користити за постављање дијагнозе:
Компјутеризована томографија (КТ)  - која помаже лекарима да одреде локацију и величину тумора и колико су близу главним органима.
Магнетна резонантна томогрсфија (МРТ): која помаже у провери стања оближњих нерава, крвних судова и мишића који могу бити захваћени липосаркомом.
Биопсија: је узимање узорка туморског ткива како би медицински патолози могли да прегледају ћелије тумора под микроскопом и потврде дијагнозу липосркома.
Молекуларно и генетско тестирање: које служи за одређивање типа липосаркома.

## Терапија

### Хируршка терапија
Хируршко лечење липосаркома подразумева ексцизију и, ако је могуће, ресекцију тумора са широким маргинама, у зависности од анатомских ограничења.

### Радиотерапија и хемотерапија
Радиотерапија и хемотерапија као помоћни третмани су предложени и покушани на појединачним пацијентима, али нису дтаљаније проучавани у клиничким испитивањима.
Иако је током 2000. године пријављено је да је радиотерапија липосаркома вулве ефикасна, потребно је спровести рандомизована испитивања да би се дефинисала специфична улога зрачења.

## Нежељени ефекти терапије
Нежељени ефекти укључују опоравак од операције, као и нежељене ефекте од хемотерапије и терапије зрачењем.

## Компликације
Било која врста терапије може имати компликације, од којих су уобичајене хируршке компликације:
- Реакција на општу анестезију.

- Губитак крви.

- Хируршке ране које не зарастају.

- Инфекција.

- Оштећење органа или ткива захваћених тумором.

- Бол који се не лечи лековима против болова.

## Прогноза
Клинички, округле ћелије и плеоморфне варијанте су агресивније од добро диференцираних и миксоидних подтипова; стога су повезани са лошијом прогнозом и имају тенденцију да се поново појаве након хируршке ексцизије.

## Превенција
Нажалост, у већини случајева не може се спречите липосарком, посебно код пацијената који поседују наследна стања која повећавају ризик од развоја тумора.
Ризик од липосаркома меког ткива донекле се можете смањити избегавањем дуготрајног излагања зрачењу и токсичним хемикалијама као што је винил хлорид.